# Anselmella malacia
Anselmella malacia är en stekelart som beskrevs av Xiao och Huang 2006. Anselmella malacia ingår i släktet Anselmella och familjen finglanssteklar. Inga underarter finns listade i Catalogue of Life.